# Crime Perfeito (álbum de Virginie & Fruto Proibido)
Crime Perfeito é o álbum de estréia e único lançado em carreira solo pela cantora Virginie Boutaud e sua banda Fruto Proibido.

## Informação
Antes de lançar o álbum, Virginie passou um tempo estudando piano, canto e escrevendo canções. A música "Más Companhias" foi incluída na novela Fera Radical da TV Globo. Virginie é autora de 7 das 10 músicas que aparecem no LP. Foi lançado em 2017 nas plataformas digitais, depois de quase 30 anos sem ser lançado em CD, nem em streaming. 

## Faixas
| N.º | Título                 | Compositor(es)                     | Duração |  |
| 1.  | "Crime Perfeito"       | Don Beto e Virginie Boutaud        | 4:10    |  |
| 2.  | "Que tal o impossível" | Itamar Assumpção                   | 3:07    |  |
| 3.  | "Refém"                | Don Beto                           | 3:21    |  |
| 4.  | "Alucinação"           | Don Beto                           | 4:17    |  |
| 5.  | "Fruto Proibido"       | Don Beto e Virginie Boutaud        | 3:39    |  |
| 6.  | "Arrisco Loucuras"     | Don Beto e Virginie Boutaud        | 3:55    |  |
| 7.  | "Más Companhias"       | Don Beto e Virginie Boutaud        | 3:45    |  |
| 8.  | "Atentado"             | Don Beto e Virginie Boutaud        | 3:33    |  |
| 9.  | "Sua Luz"              | Don Beto e Virginie Boutaud        | 4:28    |  |
| 10. | "II Était une fois"    | Phillipe Kadosh e Virginie Boutaud | 2:33    |  |

## Ficha técnica
Fruto Proibido
- Albino Infantozzi - Bateria
- Don Beto - Guitarra
- Nilton Leonarde  -  Baixo

Produção musical
- Mazzola